# Rima Delisle

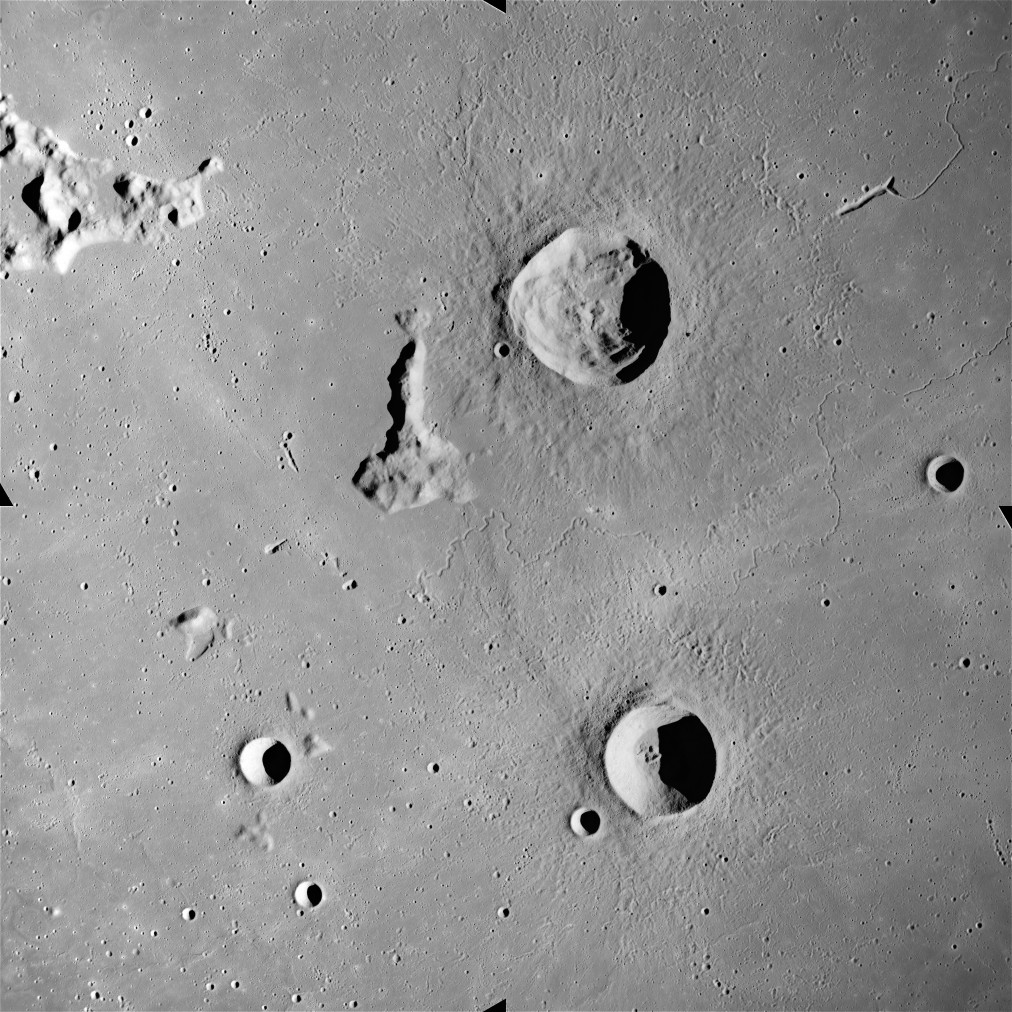
Kráter Delisle (nahoře) a Diophantus (dole více napravo). Mezi nimi se vine Rima Diophantus, Rima Delisle je v pravém horním rohu fotografie pořízené misí Apollo 15.

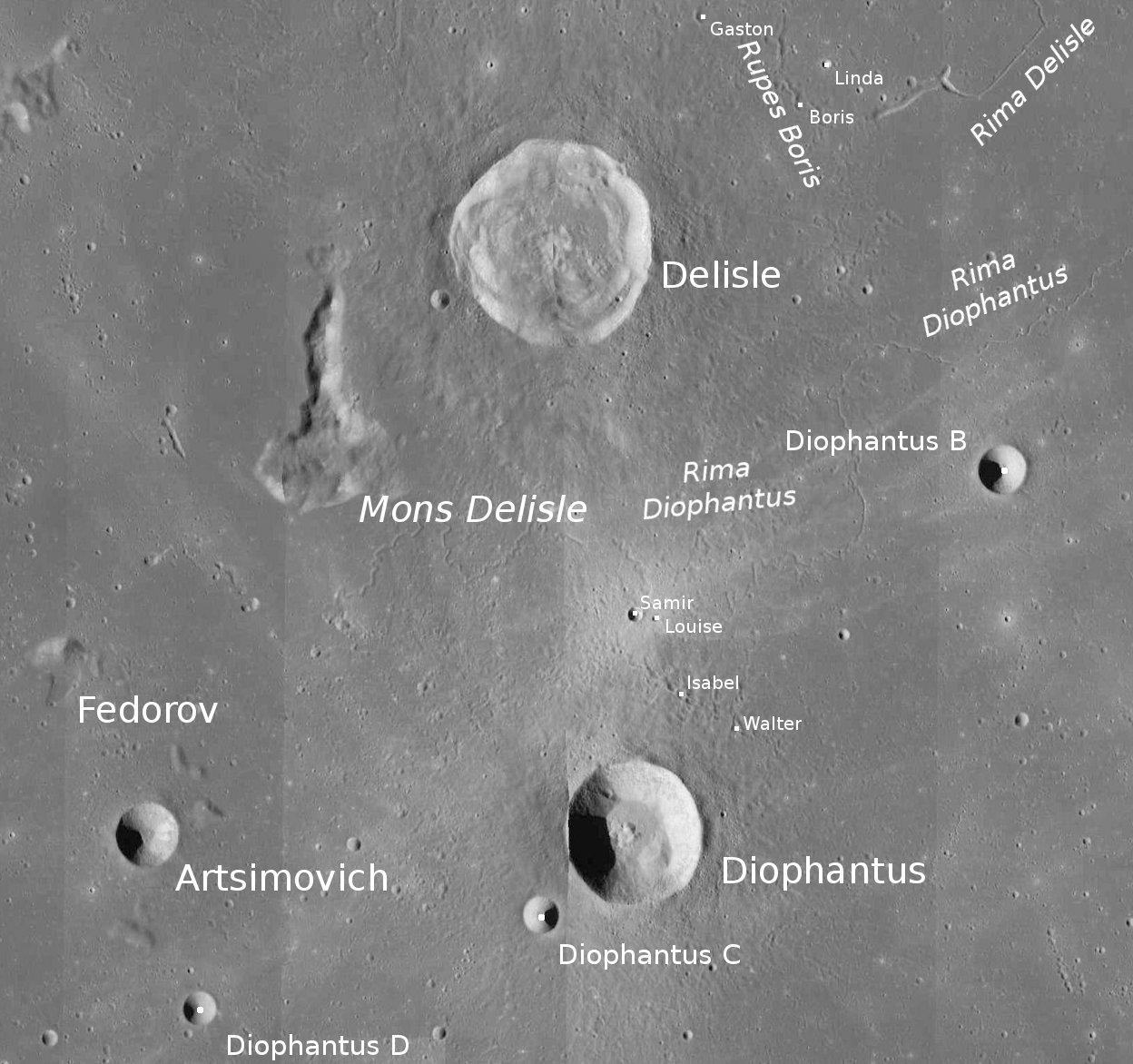
Poloha brázdy Rima Delisle.

Rima Delisle je měsíční brázda nacházející se v Mare Imbrium (Moře dešťů) na přivrácené straně Měsíce. Začíná poblíž kráteru Delisle, podle něhož získala své jméno a pokračuje severovýchodním směrem k malému kráteru Heis. Měří cca 50 km. Střední selenografické souřadnice jsou 30,9° S a 32,4° Z. Západně od brázdy se táhne nevelký zlom Rupes Boris, který vychází z kráteru Boris. Poblíž je i další malý kráter Linda.